# Труш Роман Романович
Рома́н Рома́нович Труш (16 березня 2001) — український самбіст, переможець і призер світових, континентальних і національних першостей із самбо. Майстер спорту України міжнародного класу.

## Біографія
Закінчив Національний юридичний університет імені Ярослава Мудрого.
Спортивні досягнення: 
У 2016 році на чемпіонаті світу із самбо серед кадетів у Лімасолі (Кіпр) виборов золоту медаль у ваговій категорії до 60 кг.
У 2017 році на чемпіонаті Європи із самбо серед кадетів у Поречі (Хорватія) виборов золоту медаль у ваговій категорії до 66 кг.
У 2018 році на чемпіонаті Європи із самбо серед юніорів та юнаків у Празі (Чехія) виборов золоту медаль у ваговій категорії до 65 кг.
У 2021 році виборов «золото» у ваговій категорії до 71 кг на Кубку зі спортивного та бойового самбо серед молоді в межах Всеукраїнського фестивалю боротьби самбо, присвяченого 30-річчю відновлення Незалежності України. Того ж року у травні на чемпіонаті Європи із самбо у Лімасолі (Кіпр) виборов бронзову медаль у ваговій категорії до 71 кг серед чоловіків. У жовтні того ж року на молодіжному чемпіонаті світу із самбо у Салоніках (Греція) виборов срібну медаль у ваговій категорії до 71 кг.
У 2024 році на Кубку світу з боротьби самбо у Єревані (Вірменія) виборов бронзову медаль у ваговій категорії до 71 кг.

## Особисте життя
2 липня 2022 року одружився. У 2024 році у Романа народився син. 